# 伊美昂山
伊美昂山是中亞一個地理概念，由天山、帕米爾高原、興都庫什山脈延伸至札格羅斯山脈。

## 地理
這些山脈的細節記錄在公元前七世纪亞美尼亞地理文件中，伊美昂山可分為四邊:
- 南伊美昂:興都庫什山脈
- 東南伊美昂:巴達克山和帕米爾
- 北伊美昂:阿爾泰山、天山、費爾干納谷地
- 東北伊美昂:天山中西部

伊美昂山的邊界亦有四個國家:東面是中國，南面是印度，西面是雅利亞(阿富汗赫拉特)，西北是花剌子模。
這些山脈也是絲綢之路的一條路線，可前往巴爾赫和葉爾羌。

## 人民
這些山脈被認為是保加爾人發源地。